# Завадовский, Иосиф Иванович
Ио́сиф Ива́нович Завадо́вский (1836 — 1898) — начальник артиллерии Гренадерского корпуса и Кавказского военного округа, генерал от артиллерии.

## Биография
Завадовский родился 22 мая 1836 года в польской дворянской семье католического вероисповедания. Получив первоначальное образование во 2-й Одесской гимназии, он 20 июня 1854 поступил на военную службу и принял участие в кампании следующего года в ходе Крымской войны, а 28 июня 1856 года был произведён в прапорщики.
Поступив затем в Михайловскую артиллерийскую академию, Завадовский окончил её в 1860 году по 1-му разряду, был произведён в подпоручики (22 июля 1859 года), затем переведён в гвардейскую артиллерию чином прапорщика (10 июня 1861 года) и вновь переименован в поручики полевой пешей артиллерии со старшинством с 14 сентября 1860 года; в 1864 году принял участие в подавлении восстания в Польше.
7 апреля 1866 года Завадовский был переведён в Михайловское артиллерийское училище сначала репетитором, а с 29 сентября 1867 года штатным военным преподавателем и получил чин штабс-капитана гвардейской конной артиллерии (31 марта 1868 года).
Прослужив в училище пять лет, 26 мая 1872 года он был назначен начальником учебного артиллерийского полигона Одесского военного округа, 30 августа того же года произведён в капитаны гвардии, а ровно три года спустя — в полковники. 30 октября 1876 года на Завадовского была возложена одновременно и должность начальника береговых батарей города Одессы, которую он занимал до 22 августа 1878 года. Его служба во время Русско-турецкой войны 1877 — 1878 годов была отмечена пожалованием бриллиантового перстня с вензелем Высочайшего имени в 1877 году.
Прослужив в Одесском военном округе одиннадцать лет, Завадовский 16 мая 1883 года был переведён на пост начальника учебного артиллерийского полигона Петербургского военного округа, 30 августа 1885 года произведён в генерал-майоры и год спустя, 19 сентября 1886 года, назначен командиром 40-й артиллерийской бригады. 12 октября 1892 года он стал командиром 6-й резервной артиллерийской бригады, 29 ноября 1893 года был назначен исправляющим должность начальника артиллерии Гренадерского корпуса и 14 ноября 1894 года произведён в генерал-лейтенанты с утверждением в занимаемой должности.
3 января 1896 года Завадовский получил назначение на пост начальника артиллерии Кавказского военного округа, однако занимал его немногим более двух лет: 23 марта 1898 года он был произведён в генералы от артиллерии с увольнением от службы по болезни с мундиром и пенсией.
Три месяца спустя, 8 июня 1898 года, генерал Завадовский скончался от кровоизлияния в мозговые оболочки (согласно записи в метрической книге) и был похоронен 10 июня в Тифлисе на кладбище Верийской церкви Иоанна Богослова.

## Награды
За свою службу Завадовский был награждён многими орденами, в их числе:
- Орден Святого Станислава 3-й степени (1863 год)
- Орден Святой Анны 3-й степени (1870 год)
- Орден Святого Станислава 2-й степени (1872 год)
- Орден Святого Владимира 4-й степени (1874 год)
- Орден Святой Анны 2-й степени (1878 год)
- Орден Святого Владимира 3-й степени (1883 год)
- Орден Святого Станислава 1-й степени (1889 год)
- Орден Святой Анны 1-й степени (30 августа 1893 года)
- Орден Святого Владимира 2-й степени (6 декабря 1897 года)